# آيت اسعيد بن علي (أولاد كواوش الغربيين)
آيت اسعيد بن علي هو دُوَّار يقع بجماعة أولاد كواوش، إقليم خريبكة، جهة بني ملال خنيفرة في المملكة المغربية. ينتمي الدوّار لمشيخة أولاد كواوش الغربيين التي تضم 4 دواوير. يقدر عدد سكانه بـ 261 نسمة حسب الإحصاء الرسمي للسكان والسكنى لسنة 2004.

## وصلات خارجية
- البوابة الوطنية للجماعات الترابية
- المندوبية السامية للتخطيط